# Exochus gascus
Exochus gascus là một loài tò vò trong họ Ichneumonidae.